# Sabrina Stultiens
Sabrina Stultiens (Helmond, 8 de julio de 1993) es una ciclista profesional neerlandesa, especialista en ciclocrós, que debutó como profesional en 2012 uno de los mejores equipos ciclistas femeninas del mundo, en el Rabo Women.

## Trayectoria deportiva
Comenzó destacando en los campeonatos de ciclocrós de categorías inferiores en los Países Bajos. Desde 2011 ya disputaba Mundiales de Ciclocrós de categoría absoluta y desde esa fecha ha corrido todos ininterrumpidamente. En julio de 2013 fichó por el Rabobank Women uno de los mejores equipos ciclistas femeninas del mundo. Con ellos logró en 2014 sus primeras victorias en el ciclismo en ruta en carreras amateurs de los Países Bajos y en juli ose hizo con el Campeonato Europeo en Ruta sub-23.
En 2015 fichó por el otro equipo profesional neerlandés, por el Liv-Plantur.

## Palmarés
2013 (como amateur)
- 3.ª en el Campeonato de los Países Bajos Ciclocrós

2014
- 3.ª en el Campeonato de los Países Bajos Ciclocrós
- Campeonato Europeo en Ruta sub-23
- Campeonato Europeo de Ciclocrós sub-23
- Mol Zilvermeer

2015
- Leuven
- 3.ª en el Campeonato de los Países Bajos Ciclocrós

2016
- 2.ª en el Campeonato de los Países Bajos Ciclocrós

2018
- 1 etapa de la Emakumeen Euskal Bira

## Resultados en Grandes Vueltas y Campeonatos del Mundo
Durante su carrera deportiva ha conseguido los siguientes puestos en las Grandes Vueltas femeninas y en los Campeonatos del Mundo en carretera y ciclocrós:
| Carrera              | Carrera              | 2011 | 2012 | 2013 | 2014 | 2015 | 2016 | 2017 | 2018 | 2019 | 2020 | 2021 | 2022 | 2023 |
| -------------------- | -------------------- | ---- | ---- | ---- | ---- | ---- | ---- | ---- | ---- | ---- | ---- | ---- | ---- | ---- |
|                      | Giro de Italia       | —    | —    | Ab.  | —    | 19.ª | —    | 11.ª | 12.ª | —    | 57.ª | 42.ª | —    | —    |
|                      | Tour de l'Aude       | X    | X    | X    | X    | X    | X    | X    | X    | X    | X    | X    | X    | X    |
|                      | Tour de Francia      | X    | X    | X    | X    | X    | X    | X    | X    | X    | X    | X    | 86.ª | —    |
| Mundial en Ruta      | Mundial en Ruta      | —    | —    | —    | 56.ª | —    | —    | —    | —    | —    | —    | —    | —    | —    |
| Mundial de Ciclocrós | Mundial de Ciclocrós | 18.ª | 12.ª | 8.ª  | 18.ª | 15.ª | 6.ª  | —    | —    | —    | —    | —    | —    | —    |

—: no participa

Ab.: abandono

X: ediciones no celebradas

## Equipos
- Rabo Women (2012-2013)
  - Rabobank Women Cycling Team (2012)
  - Rabo Women Cycling Team (2013)
  - Rabo Liv Women Cycling Team (2014)
- Liv/Sunweb (2015-2017)
  - Team Liv-Plantur (2015-2016)
  - Team Sunweb (2017)
- WaowDeals/CCC/Liv (2018-2023)
  - WaowDeals Pro Cycling (2018)
  - CCC-Liv (2019-2020)
  - Liv Racing (2021)
  - Liv Racing Xstra (2022)
  - Liv Racing TeqFind (2023)